# Xương góc trên

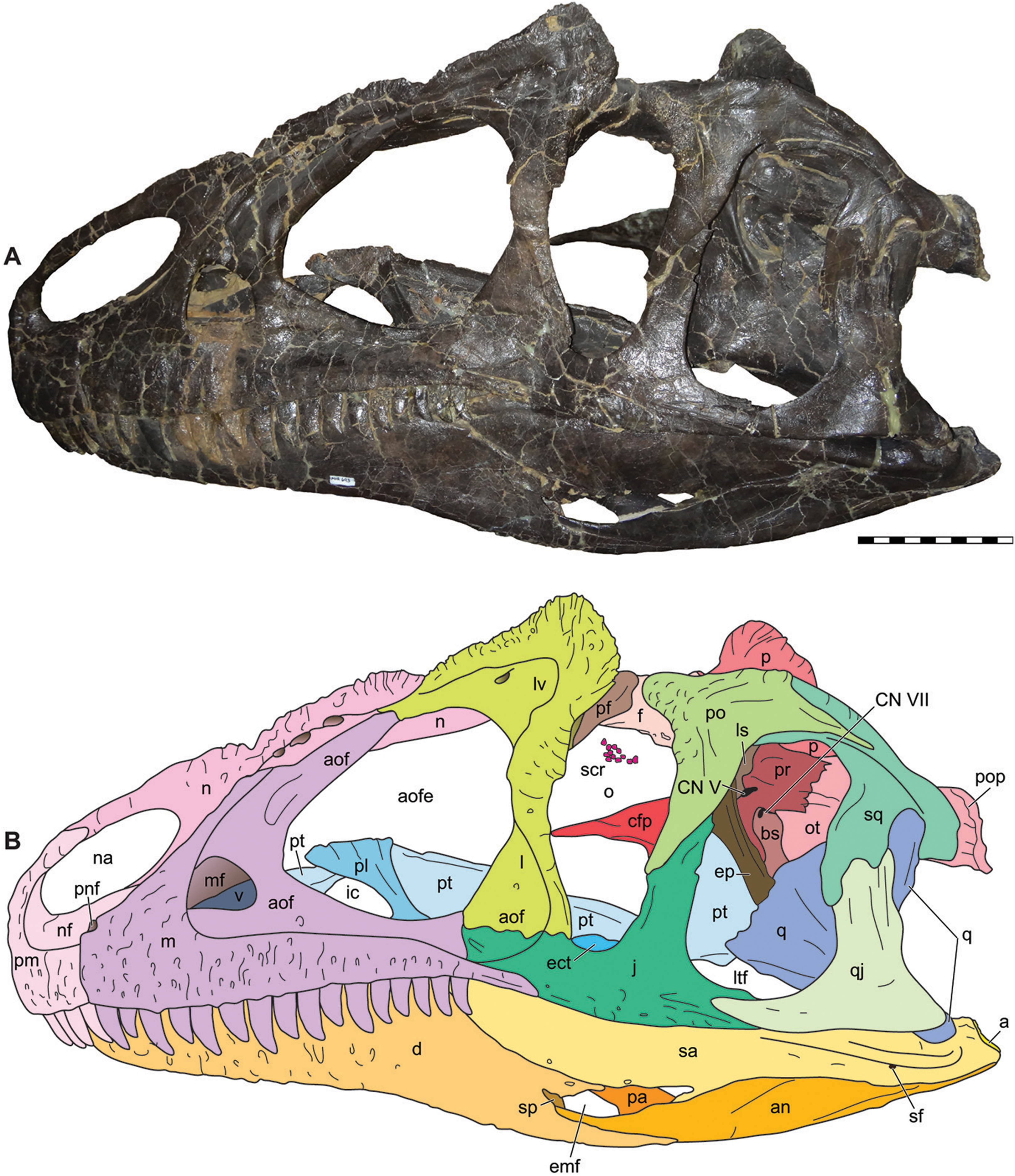
Sơ đồ sọ Allosaurus. Xương góc trên màu vàng kí hiệu sa.

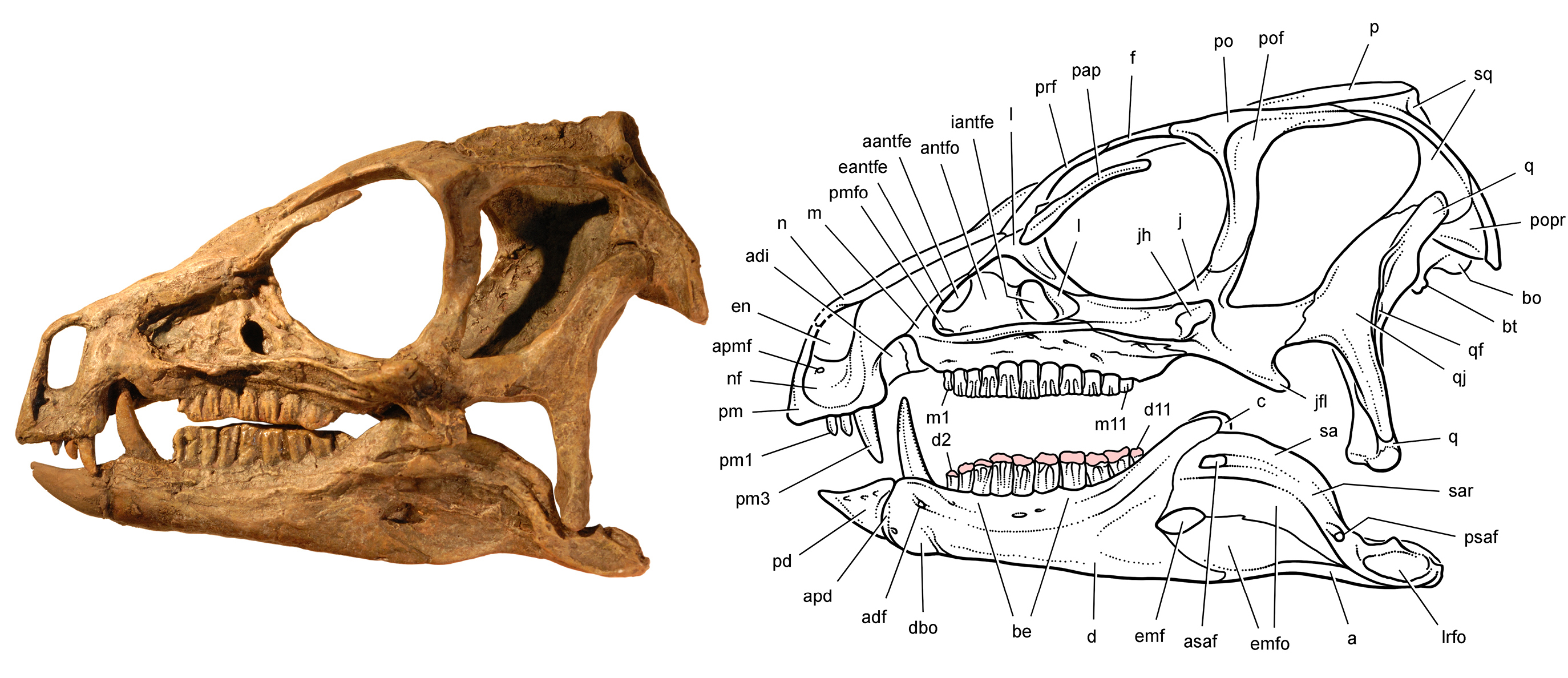
Sơ đồ sọ Heterodontosaurus. Xương góc trên kí hiệu sa.

Xương góc trên (tiếng Anh: surangular, kí hiệu sa) là phần xương sau của hàm dưới, nằm sau xương hàm dưới và trước xương góc, chỗ nối hai hàm với nhau. Đây là nơi thường có hệ cơ gắn vào giúp cho hàm cử động. Xương này có ở hầu hết động vật có xương sống trên cạn, trừ động vật có vú.